# Lokomotiv Sofía
El PFC Lokomotiv Sofia (en búlgaro: ПФК Локомотив София) es un club de fútbol búlgaro de la ciudad de Sofía, que juega en la Liga Profesional de Bulgaria, la A PFG. El club fue fundado el 2 de septiembre de 1929 por un grupo de trabajadores ferroviarios bajo el nombre de Zheleznicharski Sporten Klub (Club Deportivo del Ferrocarril), o simplemente ZHSK (RSC). El estadio del club casa es el estadio Lokomotiv, que tiene una capacidad de 22.000 espectadores. Hasta la fecha, el Lokomotiv ha ganado en cuatro ocasiones el campeonato búlgaro y la Copa de Bulgaria.

## Historia

### Fundación y primeros años (1929–1993)
El Lokomotiv fue fundado el 2 de septiembre de 1929 como Zheleznicharski Sporten Klub (Club Deportivo del Ferrocarril), abreviado ZHSK (RSC) por un grupo de trabajadores ferroviarios de Sofía. El primer partido del RSC fue una victoria por 2-1 ante Zora Sofía el 3 de octubre de 1929. En la temporada 1939-40, el RSC ganó el título de campeón de liga búlgaro por primera vez en la historia del equipo. Entre los futbolistas que conformaron aquella plantilla están Stoyo Nedyalkov (apitán), Sl. Videnov, K. Kostov, D. Marinov, St. Angelov, As. Milushev, Krum Milev y L. Hranov.
Tras la Segunda Guerra Mundial, en 1945, el club fue renombrado Lokomotiv Sofia y ganó el título del primer campeonato de posguerra. En la temporada 1963-64, después de 30 partidos, el Lokomotiv su tercer título tras derrotar a sus rivales principales del Levski Sofia y Slavia Sofia. En 1969 el club se unió al Slavia por un breve período hasta 1971 y se asoció a los trabajadores de los ferrocarriles búlgaros. En el año 1978, dirigido por Atanas Mihaylov y Boycho Velichkov, el Lokomotiv ganó su cuarto título de liga. En Europa, el club ganó el campeonato europeo de los ferroviarios dos veces en 1961 y 1963, y la Copa de los Balcanes en 1973. En 1980 el Lokomotiv alcanzó los cuartos de final en la Copa de la UEFA donde se enfrentaron al VfB Stuttgart, eliminando antes al Ferencvárosi, Monaco y Dynamo Kiev. Contra el Stuttgart el equipo perdió con 0-1 en Sofía y con 3-1 en Alemania.

### Era de Nikolay Gigov (1994–presente)
La nueva era del Lokomotiv Sofia llegó en 1994 con el nuevo presidente Nikolay Gigov y el club de fútbol se convirtió en profesional. Durante un año (1994-1995), el equipo pasó de luchar para no perder su lugar en la liga profesional, a finalizar subcampeón de liga y ganar la Copa de Bulgaria. El estadio Lokomotiv contaba en ese momento con 25.000 localidades y era un importante un centro de formación juvenil.
El equipo fue cuarto en la temporada 2005-06 en A PFG y se clasificó para la Copa de la UEFA 2006-07 en primera ronda de clasificación, donde se enfrentaron al FK Makedonija Gorce Petrov de la República de Macedonia. El Lokomotiv venció al equipo macedonio 2-0 en el primer partido en Sofía el 13 de julio de 2006 y terminó 1-1 en Macedonia, por lo que continuó a la siguiente ronda del torneo. A continuación, se enfrentaron al Bnei Yehuda Tel Aviv, que ganó por un global de 6-0. Su rival en la primera ronda del torneo fue el Feyenoord Rotterdam. El primer partido en Sofía terminó con un empate 2-2, después de que el Lokomotiv se adelantase 2-0 en el primer tiempo. El segundo partido terminó 0-0 y Lokomotiv Sofia quedó eliminado de la Copa de la UEFA.
La temporada 2007-08 comenzó de forma prometedora para el equipo. En la segunda ronda de calificación de la Copa de la UEFA, el Lokomotiv eliminó al Oţelul Galaţi después de una victoria por 3-1 en casa y un empate a cero en Galaţi. Esto marcó ocho partidos europeos sin perder, lo cual fue un nuevo récord nacional logrado por un equipo búlgaro en todas las competiciones europeas. El anterior récord de siete partidos lo ostentaba el Levski Sofia. En la siguiente ronda, el Lokomotiv se enfrentó al Rennes francés y la pérdida de 1-3 en el partido de ida en Sofía marcó el fin de la racha de victorias del equipo en Europa. El club búlgaro mostró una sorprendente recuperación en el segundo partido en Francia, que se impuso por 1-2 y estaban a sólo un gol de la prórroga. Por segundo año consecutivo, el Lokomotiv fue eliminado antes de entrar en la fase de grupos de la Copa de la UEFA, a pesar de ser el primer club en la historia del fútbol búlgaro que lograba una victoria en suelo francés.

### Desaparición
Luego de pasar por varios problemas financieros en el año 2015 bajo la gestión de Kiril Lyoskov que lo llevaron a perder la licencia para participar en competiciones europeas por no cancelar las deudas del club luego de finalizar la temporada 2014/15 en la A PFG, el club fue relegado a la tercera división, pero luego de tres fechas de la temporada 2015/16 el club desapareció.
Posteriormente un grupo de exjugadores del club decide fundar al PFC Lokomotiv 1929 Sofia, debutando en las divisiones regionales del país en la temporada 2016/17.

## Afición
Los aficionados del Lokomotiv Sofia son una parte importante de la imagen del club en Bulgaria y en la escena europea. Comúnmente se les conoce como "las Brigadas de hierro". La presencia de los grupos es principalmente marcada por sus banderas, como los Red'n Black Mladost Fans, The Pain Train, Delta Force, Brigate Sofia, Fanatics Fans y muchos otros. El club de fanes oficial Nacional de Lokomotiv se constituyó legalmente a finales de 1999 y hasta este momento es la organización fan más grande del club.
Desde el punto de vista histórico, el rival tradicional de la ciudad del Lokomotiv es el Slavia Sofia. En el ámbito nacional, el Lokomotiv Sofia también tiene rivalidades con el CSKA y el Levski de la capital búlgara. Fuera de Sofía, su principal rival es, por supuesto, el Lokomotiv Plovdiv. El partido que enfrenta a estos dos Lokomotiv se le conoce como El Derbi ferroviario.

## Palmarés

### Doméstico
Campeonato Estatal Búlgaro de Fútbol:
- Campeón (1): 1940 (como RSC)
- Subcampeón (1): 1941 (como RSC)

A PFG:
- Campeón (4): 1945, 1946, 1964, 1978
- Subcampeón (5): 1946, 1947, 1965, 1985, 1995

Copa de Bulgaria:
- Campeón (4): 1948, 1953, 1982, 1995
- Subcampeón (2): 1975, 1977

### Europa
Copa Europea de los Ferrocarriles
- Campeón (2): 1961, 1963

Copa de los Balcanes:
- Campeón (1): 1973

## Estadísticas
El primer partido disputado por el Lokomotiv fue una victoria por 2-1 ante Zora Sofía el 3 de noviembre de 1929. Atanas Mihaylov tiene el récord de partidos oficiales disputados con el Lokomotiv. Jugó 348 partidos a lo largo de 17 temporadas desde 1964 hasta 1981. El máximo goleador de todos los tiempos goleador del Lokomotiv es, también, Atanas Mihaylov, quien anotó 145 goles. La mayor cantidad de goles anotados por un jugador en un solo partido es de seis; Tsvetan Genkov lo logró en 2007.
La victoria más amplia lograda por el Lokomotiv fue un 11-1 que le infligió al Chavdar Byala Slatina en 1991 en la Copa de Bulgaria. El Lokomotiv derrotó 9-0 al Chernomorets Burgas en Sofia el 27 de mayo de 2007, la que es su mayor victoria en la liga. La derrota más abultada del Lokomotiv fue un 0-8 contra el Levski Sofía en 1994. La victoria del Lokomotiv 6-0 contra el Neftchi Baku en la Copa de la UEFA fue la mayor victoria en la historia de la competición de Europa en ese momento para el club.

## Entrenadores
La siguiente es una lista de los últimos entrenadores del Lokomotiv:
- Radoslav Zdravkov (2001-2002)
- Yasen Petrov (2002-2004)
- Stefan Grozdanov (2004-2008)
- Dragomir Okuka (2008-2010)
- Dimitar Vasev (2010)
- Dian Petkov (2010-2011)
- Anton Velkov (2011-2012)
- Emil Velev (2012-2013)
- Stefan Genov (2013[3]-)